# Comuna Svitle, Starobilsk
Svitle (în ucraineană Світле) este o comună în raionul Starobilsk, regiunea Luhansk, Ucraina, formată din satele Djemilne, Iehorivka și Svitle (reședința).

## Demografie
Componența lingvistică a comunei Svitle
     Ucraineană (87,02%)
     Rusă (12,51%)
     Alte limbi (0,12%)
Conform recensământului din 2001, majoritatea populației comunei Svitle era vorbitoare de ucraineană (87,02%), existând în minoritate și vorbitori de rusă (12,51%).